# Transport kolejowy w Irlandii

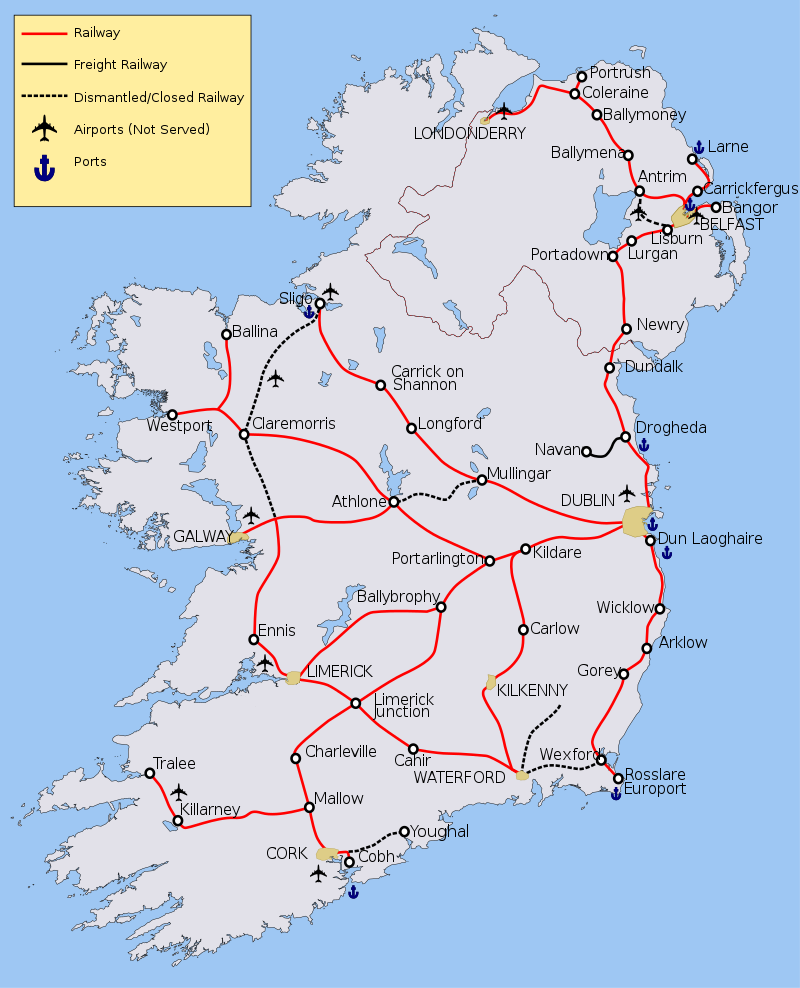
Mapa sieci kolejowej w Irlandii i Irlandii Północnej

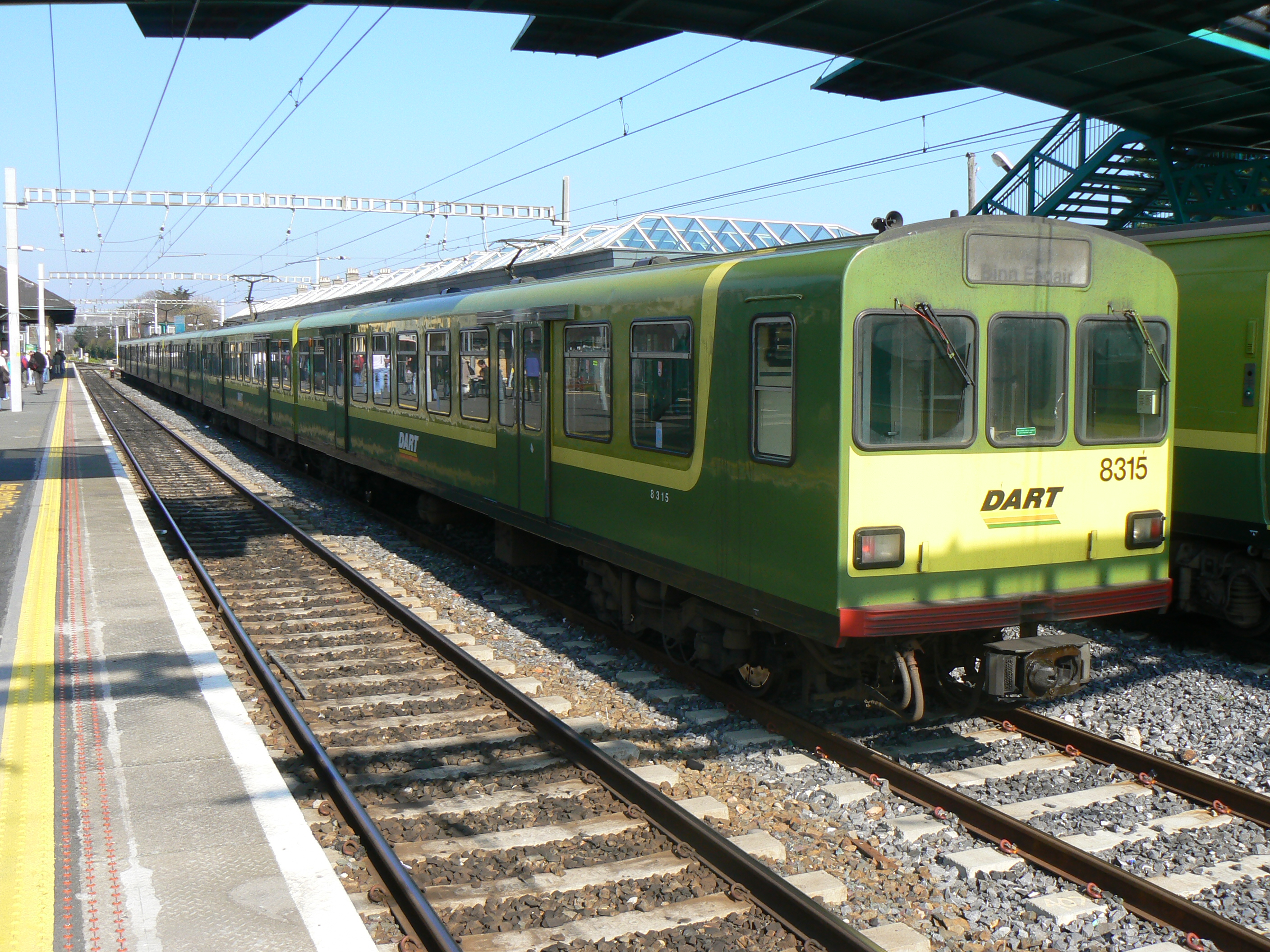
Skład IÉ 8100 Class na stacji Bray Daly

Transport kolejowy w Irlandii – system transportu kolejowego działający na terenie Irlandii.
W Irlandii istnieje 3,3 tys. kilometrów linii kolejowych, z czego 2400 km pod zarządem Iarnród Éireann. Narodowym przewoźnikiem jest Iarnród Éireann. Większość linii jest niezelektryfikowana.
Kolej w Irlandii dociera do większości dużych miast.

## Historia
Pierwsza linia kolejowa w Irlandii powstała w 1834 roku. Łączyła ona z Dublin z portem Kingstown (obecnie Dun Laoghaire). Kolejne linie kolejowe powstawały głównie w latach pięćdziesiątych i sześćdziesiątych XIX wieku. W 1920 roku w Irlandii było 5635 km linii kolejowych. Podczas irlandzkiej wojny domowej część infrastruktury uległa zniszczeniu. Po II wojnie światowej zamknięto dużą część linii.